# Riksspelmansstämman på Skansen 1927
Riksspelmansstämman på Skansen 1927 var en uppföljare till riksspelmansstämmorna 1910 och 1920, och liksom tidigare gånger var det inga tävlingar, utan ren uppvisning. Däremot var det tänkt att kritiskt lyssna till spelmännen, vid behov teckna upp intressanta låtar, och slutligen rekommendera de bästa till att få spela på avslutningsdagen.
Stämman avhölls på Skansen den 29–31 juli 1927, och 61 spelmän hörsammade inbjudan, enligt programboken. Man hade fokuserat på de yngre spelmännen denna gång, medianåldern var 32 år.
I stämmokommittén ingick Nordiska Museets styresman dr Gustaf Upmark och amanuens Ernst Klein, från Musikaliska Akademien konsertmästare Sven Kjellström, från Folkmusikkommissionen redaktör Olof Andersson, och från Svenska Ungdomsringen Ernst Granhammar och Dan Danielsson. Dessutom hade inbjudits professor Lars Zetterqvist och spelmannen Hjort Anders Olsson. Som arrangörer stod Musikaliska Akademien, Folkmusikkommissionen och Svenska Ungdomsringen för Bygdekultur, i samarbete med Nordiska museet.
Spelmännen presenterades i programboken, landskap för landskap, med namn, hemort, yrke, ålder, instrument, och huruvida de var notkunniga. 57 av dem spelade fiol, två klarinett och två nyckelharpa. Samspel förekom flitigt, och påfallande många gånger mellan fäder och barn, mellan syskon och mellan makar.
Stämman inleddes på fredag 29/7 i Nordiska museets hall inför 400 åskådare med tal av museets styresman dr Upmark, 10 spelmän föredrog Trettondagsmarschen, sedan spelades en stråkkvartett arrangerad av komminister Axel Hambraeus, ledd av Sven Kjellström, och Kjellström och Olof Andersson spelade folklåtar. Invigningen avslutades med ett kortare allspel, och därefter vidtog uppspelningar i Bragehallen på Skansen. Programboken anger att det var två pass à 2 timmar både på fredag och lördag.
Utifrån dessa uppspelningar synes uttagningar ha gjorts för söndagens uppspelningar av solister och samspelare på Skansen. Stämman avslutades sedan på söndagen i Nordiska museets hall med tal av Ernst Norlind (tryckt i tidningen Hembygden), diplomutdelning, musik och sång.

## Anmälda deltagare[1]

På gruppbilden framför Nyloftet syns på översta trappsteget, tvåa från vänster Sven Kjellström (med skägg) och bredvid honom Ernst Granhammar (med mustasch). Bakom pelaren till höger kikar Olof Andersson fram. I främre raden i mitten sitter Dan Danielsson utan fiol, i kostym. På en annan, liknande gruppbild är dessa fyra inte med

- Lappland: Uno Engelbrekt Lindström.
- Västerbotten: Karl Verner Johansson.
- Jämtland: Per Konrad Vettersten, Bengt Bixo och hans son Daniel Bixo.
- Medelpad: Gullik Falk, Anton Högerberg.
- Dalarna: Gössa Anders Andersson och hans dotter Gössa Anna, Oscar Hurtig, Hjort Anders Olsson, Olof Tillman och hans söner Olle och Nils.
- Hälsingland: Olle Gustafsson, Olof Edvin Widén (även bockhorn), Jonas Erik Bergsman och hans söner Tore och Erik, Lars Fredriksson, Erik Löf, Jon Erik Hall, Lars Erik Forslin, Johan Eriksson, Wiktor Öst.
- Värmland: Erik Gustafsson, Bertil Edvinsson, Johan Yngve Andersson, Dan Danielsson.
- Dalsland: August Odhner.
- Västmanland: A. Joh. Johansson (klarinett) och hans son Johan Alfred Johansson, John Erik Schedin (klarinett) och hans hustru Olivia.
- Uppland: Leonard Larsson, Johan Olsson, Einar Karlsson (nyckelharpa), Karl Einar Bohlin (nyckelharpa).
- Närke: Einar Olsson, Valter Kihlberg.
- Södermanland: Carl Gustaf Axelsson, Bernhard Boström, Seth Carlsson.
- Gotland: Victor Edvard Johansson och hans söner Artur Carl Olof och Erik Edvard (= Bäckstädetrion).
- Östergötland: Allan Manneberg, Ivar Hultqvist, Axel Forsell.
- Småland: Åke Carlson, Bror Strand, Bernhard Ljunggren, Hjalmar Thorsjö.
- Västergötland: Nils David Kjellberg, Anton Lund.
- Bohuslän: Conrad Carlsson, Charles Bengtsson.
- Halland: Linus Palmqvist, Carl Gustaf Erlandsson.
- Skåne: Guntram och hans syster Margot Berndtsson.

(Alla spelade fiol, utom där annat anges)
Samma helg anordnade Svenska Ungdomsringen, i samband med sin årsstämma, den 6:e nordiska bygdeungdomsstämman med 2.000 anmälda deltagare. Den avhölls på olika ställen i staden, och involverade en del av spelmännen från riksspelmansstämman, speciellt när den under söndagen avslutades på Skansen.
I den festskrift som utgavs till folkdansträffen skriver Ungdomsringens ordförande Sven Kjersén om Nordiska museets och deras efterföljare. Han anklagar dem för att roffa åt sig bygdernas kulturgods för att gömma dem i museernas samlingar, och därmed göra bygderna urarva. Museets styresman dr Upmark gick till motangrepp i sitt anförande under inledningen av riksspelmansstämman, och poängterade Nordiska museets stora insats för bygdekulturens bevarande.